# Miḥna
La Miḥna (in arabo محنة‎?) è stata l'istituzione creata sotto il califfato dell'abbaside al-Maʾmūn nell'833 per vagliare l'adesione o meno dei giudici di nomina governativa all'assunto del Mutazilismo che sosteneva la createzza del Corano ed eventualmente punire i sostenitori della sua increatezza (ghayr makhlūq) in vario modo: con l'incarcerazione, la tortura e perfino l'uccisione. A questo proposito bisogna però sottolineare che le fonti storiche al riguardo sono di provenienza decisamente avversa al Mutazilismo e quindi non possono vantare il crisma di un'accettabile affidabilità e che, comunque, le stesse punizioni sarebbero state comminate, dopo l'abolizione della Miḥna a chi avesse sostenuto la creazione nel tempo da parte di Allāh del Corano, che il sunnismo definisce "Parola divina" e, quindi, eterna come Allāh e non creata.
La Miḥna restò in funzione sotto al-Maʾmūn, suo fratello al-Mu'tasim, al-Wathiq, e per i primi due anni del regno di al-Mutawakkil, che la chiuse per sempre nell'848 (altre fonti indicano l'851).
L'abolizione della Miḥna è oltremodo significativa, perché mise per sempre fine alle pretese abbasidi di dettare la linea dell'ortodossia islamica, oltre che a chiudere una delle rare pagine di "persecuzione" religiosa nell'Islam medievale, sia pur selettiva e relativa.

## Sotto al-Maʾmūn
Nell'827, il califfo al-Maʾmūn fece proclamare la dottrina della createzza del Corano da parte di Allah, dopo essersi assicurato con lusinghe e minacce il consenso dei sette dotti di maggior prestigio dell'epoca (tra cui l'ʿālim hanbalita Yaḥyā b. Maʿīn). 

Sei anni dopo fu istituita la Miḥna, all'incirca quattro mesi prima della inattesa morte del califfo nell'833.
Tra i mutaziliti, al-Maʾmūn elevò a un'alta posizione nell'ambito della sua amministrazione Aḥmad ibn Abī Duʾād, nominandolo Qāḍī al-Quḍat. Sostenitore del Kalām (teologia speculativa), egli operò con rigida coerenza nella Miḥna sotto i due successivi califfi, convincendo probabilmente al-Maʾmūn a incrementare il ruolo della Miḥna nel corso dei suoi ultimi anni di vita.
Più di altri califfi, al-Maʾmūn mostrò una certa propensione per gli alidi, nominando addirittura suo erede l'assai più anziano di lui ʿAlī al-Riḍā (considerato l'ottavo Imam dagli sciiti duodecimani), e per il rispetto imposto nei confronti della figura suprema dello sciismo, ʿAlī b. Abī Ṭālib, per lo più calunniato negli ambienti sunniti più oltranzisti e da non pochi califfi che lo avevano preceduto. Questo suo tashayyuʿ ḥasan ("sciismo buono", visto che la "partigianeria" nei confronti della famiglia del Profeta, cui Maometto aveva spesso espresso il proprio affetto, era pur sempre un sano e lodevole atteggiamento di ogni devoto musulmano) ha indotto alcuni studiosi a credere che il califfo coltivasse una sorta di sciismo, di cui avrebbe abbracciato le dottrine.
L'argomentazione tuttavia è fallace, se non altro perché al-Maʾmūn era favorevole alla responsabilità personale del musulmano, come asserito dai mutaziliti in base al principio dell'al-waʿd wa l-waʿīd, del Premio e del Castigo divini cioè in funzione del retto o iniquo operato dell'uomo, e, di conseguenza, dello stesso califfo, nonché della legittima possibilità di deporlo qualora egli si fosse dimostrato inadatto ad assolvere alle sue alte funzioni, politiche ma anche marcatamente spirituali. Cosa che in effetti lo stesso al-Maʾmūn aveva messo in pratica col fratello al-Amīn nella guerra civile che li aveva contrapposti.
La pretesa di al-Maʾmūn di dettare una linea di pensiero che investiva il riservato dominio dei dotti, dipendeva dal fatto che egli era senz'altro dotato di una vasta e approfondita conoscenza del diritto islamico  della teologia, che lo avrebbe fatto passare alla storia islamica come uno dei più dotati sapienti della sua generazione se egli invece non si fosse voluto e dovuto occupare innanzi tutto della complessa gestione del suo califfato.
È comunque innegabile che la Miḥna servisse ad al-Maʾmūn per affermare il ruolo centrale del Califfo nella Umma islamica, come d'altronde confermato da una serie di lettere da lui inviate ai suoi Governatori, in cui egli richiamava come dovere precipuo del califfo l'assunzione del ruolo di guardiano della religione e delle leggi divine, senza spingersi a sostenere un'infallibilità (ʿiṣma) del califfo che diventerà più tardi uno dei tratti distintivi dello sciismo.
Fu sotto il suo califfato che, per influenza del mutazilita Bishr al-Mārīsī, Aḥmad b. Ḥanbal, fondatore della scuola giuridica e teologica dell'Hanbalismo, fu perseguitato dalla Miḥna.

Tradotto al cospetto del califfo unitamente a Muḥammad ibn Nūḥ, Ibn Ḥanbal fu messo in catene. La morte di al-Maʾmūn non mutò il suo destino. Su istigazione del qāḍī mutazilita Aḥmad ibn Abī Duʾād, il suo successore, al-Muʿtaṣim lo avrebbe fatto bastonare e rinchiudere in prigione, da cui sarebbe uscito solo due anni più tardi.

## Sotto al-Muʿtaṣim
al-Maʾmūn morì nell'833, ma la sua politica fu proseguita dal fratello e successore al-Muʿtaṣim.
Gli aspetti più rudi del rude trattamento cui il nuovo califfo aveva sottoposto Ibn Ḥanbal (su cui gli storici orientalisti sollevano peraltro non pochi dubbi), suscitò il malumore dei musulmani di Baghdad e l'esplosione di disordini in città. Furono questi episodi a consigliare al-Muʿtaṣim di cambiare atteggiamento, consentendo il rilascio in libertà di Ibn Ḥanbal. Il califfo fu poi occupato dall'impegno grandioso di costruzione della sua nuova capitale di Samarra e dalle campagne militari vittoriose, trasformando di fatto la Miḥna in un ufficio formale.

## Fine dellaMiḥna
La situazione non mutò sostanzialmente neppure durante il breve califfato di al-Wāthiq e nei primi due anni di regno di al-Mutawakkil.

Quest'ultimo, nella suo decisa azione di affermazione dell'ideologia sunnita (dopo Ibn Ḥanbal è perfettamente lecito parlare di sunnismo), mise fine alla Miḥna e alla sua azione ideologicamente persecutoria verso chi non aderiva alla visione mutazilita dell'Islam.